# Piotr Dajludzionek
Piotr Dajludzionek (ur. 3 maja 1928, zm. 19 października 2024) – polski duchowny baptystyczny, w latach 1980–1984 i 1985–1987 prezes Naczelnej Rady Polskiego Kościoła Chrześcijan Baptystów (PKChB). Absolwent Seminarium Teologicznego PKChB (studia w latach 1949–1951). W 1951 r. objął funkcję duszpasterza zboru PKChB w Białymstoku, którą wykonywał nieprzerwanie do 1980 r. W latach 1984–1996 był opiekunem duszpasterskim zboru w Narwi. Jednocześnie pełnił funkcję prezbitera Okręgu Białostockiego (1990–1999). W latach 1997–2001 przewodniczący Rady Nadzorczej Wyższego Baptystycznego Seminarium Teologicznego w Warszawie.
Członek Naczelnej Rady PKChB w latach 1975–1980. W roku akademickim 1976–1977 odbył jednoroczne studia w International Baptist Theological Seminary w Rüschlikon w Szwajcarii.
W październiku 1978 roku zorganizował białostocką część kampanii ewangelizacyjnej Billy'ego Grahama.
Po raz pierwszy na urząd prezesa Naczelnej Rady PKChB został wybrany w roku 1980. Funkcję tę objął ponownie opuszczając stanowisko wiceprezesa Naczelnej Rady Kościoła (NRK) po nagłej śmierci jej prezesa Michała Stankiewicza. W latach 1987–1991 skarbnik NRK.